# Remigia torpida
Remigia torpida là một loài bướm đêm trong họ Erebidae.